# Diocèse de Sienhsien
 (juin 2024).
Si vous disposez d'ouvrages ou d'articles de référence ou si vous connaissez des sites web de qualité traitant du thème abordé ici, merci de compléter l'article en donnant les références utiles à sa vérifiabilité et en les liant à la section « Notes et références ».
Le diocèse de Sienhsien (autrefois Sien-Hsien) ou diocèse de Xianxian (en latin Diocoesis Scienscienensis, en chinois "献县"）est un diocèse de l'Église catholique romaine de Chine qui se trouve dans la province ecclésiastique de Pékin. Son siège est actuellement vacant (sede vacante).

## Historique

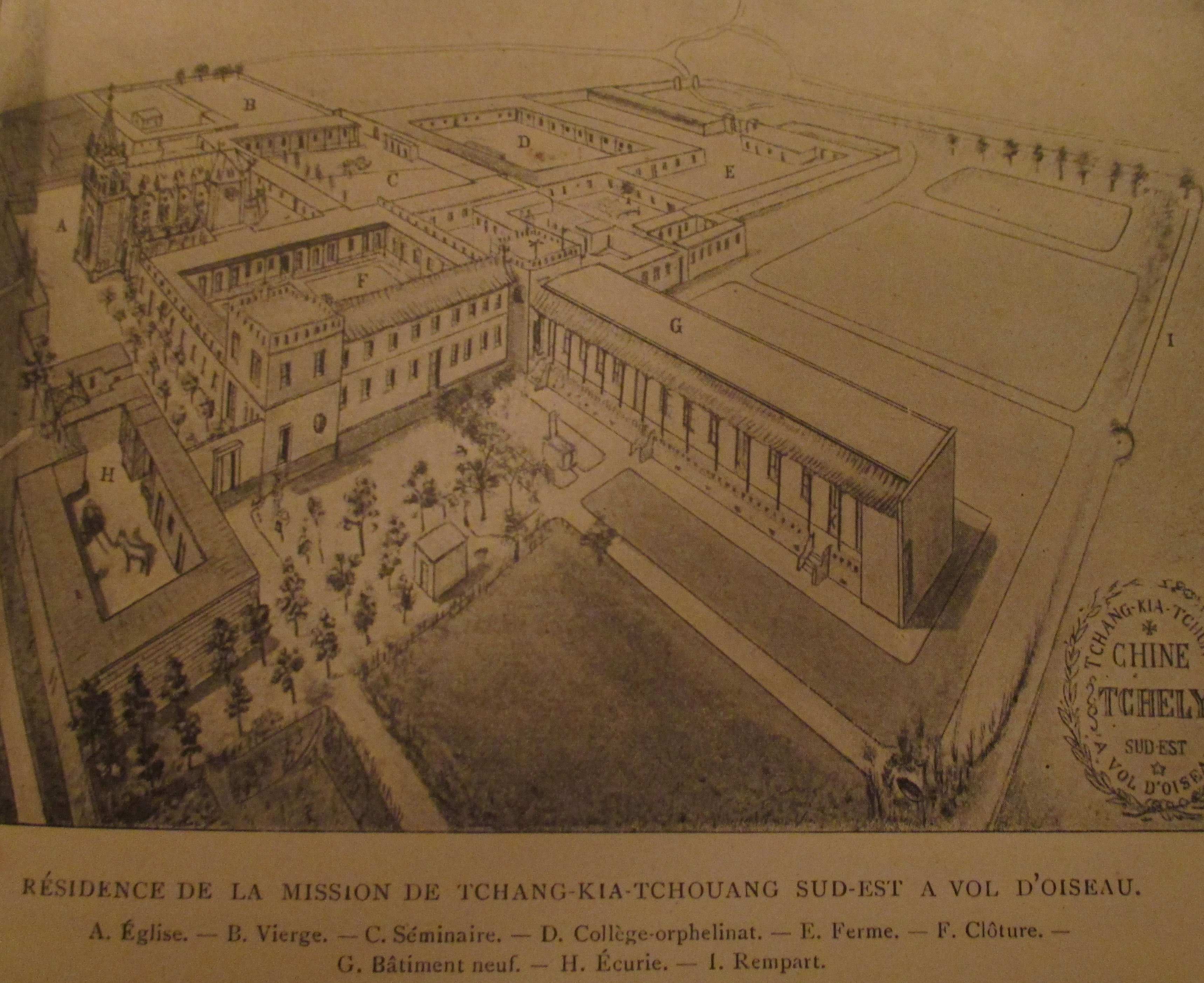
Vue de la mission de Tchang-Kia-Tchouang à la fin du XIXe siècle.

La région de Xian Xian fait partie des premières terres évangélisées par les missionnaires occidentaux en Chine (dès le XVIIe siècle).
Avant 1856, il y avait la mission de Tchang-Kia-Tchouang (Zhangjiazhuang 张家庄).
Le vicariat apostolique du Sud-Est du Tché-li, détaché du diocèse de Pékin et administré par la compagnie de Jésus, a été créé en 1856.
En 1866, la cathédrale de style gothique fut construite à Xian Xian, commencée sous la direction d'Adrien Languillat , premier vicaire et terminée par son successeur, Édouard Dubar, ce qui permit au diocèse de se développer.
En 1900, les chrétiens de Xian Xian payèrent un tribut pendant les troubles de la révolte des Boxers. Quatre prêtres jésuites et environ 5 000 fidèles furent massacrés. Les prêtres martyrs sont Léon-Ignace Mangin, Modeste Andlauer, Rémy Isoré et Paul Denn.
Le vicariat apostolique est renommé le 3 décembre 1924 en vicariat apostolique de Sien-Hsien.
En 1925, 1935 et 1939, il cède des portions de territoire pour les préfectures apostoliques (aujourd'hui diocèses) de Weixian (威县), Daming (大名) et Jingxian (景县)
À la veille de l'invasion de Chine par les Japonais, le diocèse était à son apogée : plus de 61 464 fidèles, 84 prêtres, 67 séminaristes, de nombreux écoles, hôpitaux, ateliers, ainsi qu'une imprimerie célèbre dans toute la Chine.
Il est élevé en diocèse de Sien-Hsien, par la bulle Quotidie Nos de Pie XII le 11 avril 1946
Le Parti communiste prend le pouvoir en octobre 1949, les prêtres étrangers sont expulsés, un grand nombre de prêtres chinois sont arrêtés, les églises sont confisquées et les religieux et religieuses dispersés.
Il y eut la révolution culturelle en 1966 et ce qui est lié au catholicisme est détruit par les gardes rouges.
Le gouvernement de la république populaire de Chine, par le biais de son association patriotique, a nommé sans le consentement du Saint-Siège des évêques non reconnus par Rome : Jean Liu Dinghan (1982-1998, départ à la retraite), Pierre Hou Jingwen (1998-décédé le 23 octobre 1999), puis Joseph Liangui le 21 mars 2000, prenant l'appellation non reconnue par Rome d'évêque du diocèse de Cangzhou.
Les évêques de l'Église clandestine sont : Paul Li Zhenrong (de 1983 à sa mort le 20 avril 1992), puis Zhang Weizhu depuis 1992.

## Évêques
- Vicaires apostoliques:
  - Adrien Languillat, 30 mai 1856 - 9 septembre 1864, nommé ensuite vicaire apostolique de Nankin
  - Édouard Dubar, 9 septembre 1864 - 1er juillet 1878
  - Henri-Joseph Bulté, 14 mars 1880 - 14 octobre 1900
  - Henri Maquet, 20 juillet 1901 - 23 décembre 1919
  - Henri Lécroart, 23 décembre 1919 - 2 décembre 1936
  - François-Xavier Tchao Tchen-cheng, 2 décembre 1936 - 11 octobre 1946
- Évêques diocésains:
  - François-Xavier Tchao Tchen-cheng[N 2], 11 octobre 1946 - 15 octobre 1968
  - Joseph Zhang Weizhu, 27 octobre 1991
  - Joseph Li Lian-gui, 20 mars 2000

## Statistiques
Le diocèse comptait, en 1950, 2 200 000 habitants, dont 62 800 catholiques, pour 221 paroisses. Selon l'agence Fides, le diocèse comptait, en 2005, 75 000 catholiques, 206 églises et chapelles et une centaine de prêtres.

## Cathédrale
Cathédrale du Sacré-Cœur 耶稣圣心献县张庄主教座堂，reconsacrée en 2003